# شماره شناسایی استاندارد آمازون
شماره شناسایی استاندارد آمازون (به انگلیسی: Amazon Standard Identification Number) (به‌طور خلاصه ASIN) یک شناسه منحصربه‌فرد حرفی‌عددی ۱۰ کاراکتری است که توسط آمازون.کام و شرکای آن برای شناسایی محصول در سازمان آمازون اختصاص داده شده‌است. این شماره‌ها در سال ۱۹۹۶، زمانی که مشخص شد آمازون قصد دارد محصولاتی غیر از کتاب بفروشد، توسط ربکا آلن مهندس نرم‌افزار آمازون ایجاد شدند. قالب ۱۰ کاراکتری ASIN اتخاذ شد تا پایگاه‌های داده و نرم‌افزار آمازون، که به گونه‌ای طراحی شده‌اند که آمادگی پذیرش یک فیلد شماره استاندارد بین‌المللی کتاب (شابک) ۱۰ کاراکتری را دارند، برای تطبیق با قالب شناسایی جدید، نیازی به تغییر نداشته باشند.

## کاربرد و ساختار
به هرکدام از محصولاتی که در آمازون.کام به‌فروش می‌رسند، یک ASIN منحصربه‌فرد اختصاص می‌یابد. برای کتاب‌هایی که شماره استاندارد بین‌المللی کتاب (شابک) ۱۰ رقمی دارند، ASIN و شابک یکسان هستند. نسخه کیندل یک کتاب از شابک خود به عنوان ASIN استفاده نمی‌کند، هرچند نسخهٔ الکترونیکی کتاب ممکن است شابک اختصاصی خود را داشته باشد. ASIN بخشی از یوآرال صفحهٔ جزئیات محصول در وب‌سایت آمازون را تشکیل می‌دهد.